# Etnies
Etnies är ett amerikanskt varumärke för främst skor, ägt av Sole Technology, Inc.
Företaget startade i Frankrike 1986, då under varumärket Etnic. 1989 flyttade verksamheten till Kalifornien och dagen namn etablerades.
Etnies är främst kända för sina skateboardskor men skor tillverkas också för snowboard, BMX, motocross och surfing.
Etniesvarumärket används också för andra produkter som shorts, T-shirts med mera.